# Fiorella Bonicelli
Fiorella Bonicelli (21 de desembre de 1951) és una tennista professional uruguaiana que ja s'ha retirat de la competició.
Durant la seva trajectòria, va guanyar el Roland Garros 1975 amb Thomas Koch. També va guanyar el Roland Garros de 1976 en categoria femenina de dobles amb Gail Lovera, derrotant a Kathy Harter i a Helga Niessen Masthoff 6–4, 1–6, 6–3.
A la Copa de Federacions, el seu rècord en singles va ser 11-4, i 6–8 en dobles. Bonicelli també va arribar als quarts de final del Grand Slam, durant el Roland Garros de 1978, on va perdre contra Virginia Ruzici 6–7, 6–4, 6–8.

## Grand Slams

### Dobles: 1 (1−0)
| Resultat   | Núm. | Any  | Torneig       | Parella      | Oponents                            | Marcador      |
| ---------- | ---- | ---- | ------------- | ------------ | ----------------------------------- | ------------- |
| Guanyadora | 1.   | 1976 | Roland Garros | Gail Sheriff | Kathy Harter Helga Niessen Masthoff | 6−4, 1−6, 6−3 |

### Dobles mixts: 1 (1−0)
| Resultat   | Núm. | Any  | Torneig       | Parella     | Oponents                    | Marcador |
| ---------- | ---- | ---- | ------------- | ----------- | --------------------------- | -------- |
| Guanyadora | 1.   | 1975 | Roland Garros | Thomas Koch | Jaime Fillol Pam Teeguarden | 6−4, 7−6 |